# 吉永朴
吉永 朴（よしなが すなお、1897年（明治30年）8月23日 - 1989年（平成元年）12月24日）は、大日本帝国陸軍軍人。最終階級は陸軍少将。

## 経歴
1897年（明治30年）に熊本県で生まれた。陸軍士官学校第31期、陸軍大学校第38期卒業。1940年（昭和15年）に陸軍航空兵大佐に進級し、1942年（昭和17年）に第3軍高級参謀に就任した。1944年（昭和19年）3月1日に陸軍少将に進級し、陸軍航空総監部附となる。4月19日に浜松陸軍飛行学校を経て、6月20日に第2航空軍参謀長に就任し、1945年（昭和20年）7月16日に陸軍航空士官学校幹事に転じた。
1947年（昭和22年）11月28日、公職追放仮指定を受けた。